# Susana Meza Graham
Susana Meza Graham, född 1976 i Spånga, är en operativ chef inom spelindustrin.

## Karriär
Från 1998 till 2003 läste Meza Graham International management and marketing på Stockholms universitet, där hon även drev studentorganisationen AIESEC. Hon var Global Assistans Brand Manager på Reckitt Benckiser i sju månader mellan 2003 och 2004 innan hon gick över till Paradox Interactive. Där började hon arbeta med internationell marknadsföring och PR, men har sedan 2014 haft positionen som operativ chef, COO. Hon har även varit styrelsemedlem i dataspelsbranschen och är rådgivare till välgörenhetsorganisationen AbleGamers, som vill förbättra livet för personer med funktionsvariation med hjälp av spel.

## Utmärkelser
- Nummer fem på Veckans Affärers lista över näringslivets mäktigaste kvinnor inom tech 2017[1]
- Nummer tre på Veckans Affärers lista över Sveriges mäktigaste digitalister 2016[2]
- Med på tidningen Mamas lista över Sverigest 33 mäktigaste mammor 2015 och 2016[3][4]
- Med på Veckans Affärers lista över Sveriges Supertalanger 2015[5]